# Лаксманова ивица
Лаксманова ивица (лат. Ajuga laxmannii) је вишегодишња биљка из фамилије уснатица Lamiaceae. Постоји више теорија о пореклу имена рода Ajuga. По Плинију Старијем, ово је грешка у читању грчке речи abiga, пореклом од  abigere, што значи отерати, избацити или одбацити. Овакво порекло речи доводи се у везу са медицинском применом ових биљака и њиховим коришћењем као абортифацијента. Са друге стране, неки сматрају да име долази од грчког а и jugum, односно без крагне, алудирајући на неупадљиву горњу усну крунице код ових биљака.   Врста се јавља у централној, јужној и источној Европи, као и у Малој Азији и на Кавказу.  

## Опис врсте
Лаксманова ивица је зељаста биљка са одрвеленим разгранатим ризомом. Стабљике су најчешће неразгранате, једноставне, усправне, многобројне, густо олистале, са израженом дебљином, висине до 50 cm. Читава површина биљке је длакава. Листови су издужени или овално елиптични, изузев листова на стерилним изданцима, који су ланцетасти. Дуги су од 3.5 до 5.5 cm и широки од 1 до 3 сm. Немају лисне дршке и својом основом благо обухватају стабљику. Затупастог су врха, целог обода, а са обе стране присутне су приљубљене сивкасте длаке. Брактеје су налик листовима. Цваст је привидно класолика и састоји се од два или три цвета у привидним пршљеновима. Цветови су крупни, дугачки од 3 до 3.5 cm, имају цветне дршке (дужине 3-4 mm) и жуте су боје, са густом мрежом пурпурних пруга. Чашица је звонаста и читавом површином длакава, сиве боје, ланцетастих или издужених чашичних зубаца. Зупци су тупи, дужине једнаке чашичној цеви. Круница је такође длакава, са мали и ланцетастим режњевима горње усне и крупном и упадљивом доњом усном, савијеном надоле. Прашничке нити и тучак достижу врх бочних режњева доње усне. Плод је орашица, објајаста, светломрке боје, мрежасто наборана. Цвета од маја до јула. 

## Распрострањење у Републици Србији
Лаксманова ивица у Републици Србији настањује сувље пределе.  Забележена је у југозападној Србији, на планини Рогозни , у јужној Србији, на планини Рујан , у источној Србији, у околини Пирота и Беле Паланке , као и у долини реке Ибар на Косову. 

## Угроженост и заштита врсте
С обзиром на мали број локалитета у Републици Србији, лаксманова ивица има статус заштићене биљне врсте. 